# Нимкытылькы
Нимкытылькы (устар. Нимкытый-Кы) — река в России, протекает по территории Красноселькупского района Ямало-Ненецкого автономного округа. Устье реки находится в 24 км по левому берегу реки Пюлькы. Длина реки — 107 км, площадь её водосборного бассейна — 934 км².

## Притоки
- 9 км: Чуллякайнярылькикэ
- 51 км: Кыпа-Нимкытылькы

## Данные водного реестра
По данным государственного водного реестра России относится к Нижнеобскому бассейновому округу, водохозяйственный участок реки — Таз, речной подбассейн реки — подбассейн отсутствует. Речной бассейн реки — Таз.
Код объекта в государственном водном реестре — 15050000112115300064881.